# John Nkomo
John Landa Nkomo (Bulawayo, 22 de agosto de 1934-Harare, 17 de enero de 2013) fue un político zimbabuense que se desempeñó como Vicepresidente de Zimbabue entre 2009 y 2013. 
Después de haber servido por varios años como ministro en el Gobierno de Zimbabue, en 2005 se convirtió en presidente del Parlamento, cargo que ejerció hasta 2008, cuando fue designado como Senador. En 2009 fue nombrado Ministro de Estado en la Oficina del Presidente. Figura clave en el partido Unión Nacional Africana de Zimbabue - Frente Patriótico (ZANU-PF), ocupó la Presidencia Nacional de esa colectividad desde 2006 hasta 2009, cuando fue elegido Vicepresidente del ZANU-PF. Como consecuencia de su ascenso al cargo de Vicepresidente del Partido, fue que fue designado como Vicepresidente de Zimbabue en diciembre de 2009.

## Carrera política
Nkomo comenzó su carrera política como miembro de la Unión del Pueblo Africano de Zimbabue (ZAPU), de Joshua Nkomo, antes de que el partido se uniera con la Unión Nacional Africana de Zimbabue (ZANU), de Robert Mugabe, para conformar el ZANU-PF en 1987. Tuvo una meteórica carrera al interior del Partido, convirtiéndose en ministro de Trabajo, Planificación Laboral y Bienestar Social en mayo de 1990.
Tras haber sido ministro del Interior, el 25 de agosto de 2002 fue nombrado como ministro de Asuntos Especiales en la Oficina del Presidente, debido a una reorganización del gabinete. Esto fue considerado una degradación en el nivel de poder de Nkomo y un juego de poder al interior del ZANU-PF.  Tras las elecciones parlamentarias de marzo de 2005, fue elegido Presidente de la Asamblea Nacional, y por consiguiente del Parlamento, en abril del mismo año.
En noviembre de 2006, cuando ejercía como Presidente del Legislativo, sorprendió al país al declarar que buscaría la nominación presidencial del ZANU-PF para las elecciones presidenciales de 2008. Sin embargo, Nkomo no buscó la nominación del partido debido a que Robert Mugabe decidió postularse para buscar la reelección.
Aunque Nkomo no se presentó como candidato al Parlamento en las elecciones parlamentarias de 2008, fue designado como miembro del Senado de Zimbabue por parte del presidente Mugabe el 25 de agosto de 2008. Posteriormente, cuando se conformó el Gobierno de Unidad Nacional en febrero de 2009, fue designado ministro de Estado en la Oficina del Presidente.
Considerado ampliamente como uno de los miembros más moderados en la jefatura del ZANU-PF, el 12 de diciembre de 2009 fue designado Vicepresidente del Partido en reemplazo de Joseph Msika, que había muerto unos meses antes. Luego de esto, fue juramentado como Vicepresidente de Zimbabue por el presidente Mugabe el 14 de diciembre; ejerció el cargo junto con Joyce Mujuru, quien fue Vicepresidente primero. En una entrevista en el día de su juramentación, Nkomo expresó su compromiso con el éxito del gobierno de unidad nacional y dijo que trabajaría para facilitar el logro de sus objetivos.

## Problemas legales
Nkomo fue conocido por verse constantemente envuelto en una gran cantidad de batallas jurídicas de alto perfil en Zimbabue, las cuales recibieron una extensa cobertura mediática. Por ejemplo, en julio de 2006, estuvo involucrado en una batalla en las cortes por el control sobre una enorme granja agrícola situada en Lupane, a 200 km de Bulawayo.
Nkomo fue una de las tantas personas a las que no se les permitió viajar a Estados Unidos, después de que en 2005 el Gobierno de ese país le negara la entrada alegando que "trabajó para socavar la democracia y el estado de derecho en Zimbabue".

## Muerte
Nkomo murió de cáncer en el Hospital St. Anne en Harare, capital de Zimbabue, el 17 de enero de 2013 a la edad de 78 años Durante mucho tiempo fue miembro de la Iglesia Adventista.